# Mariusz Zganiacz
Mariusz Zganiacz (Wodzisław Śląski, 31 gennaio 1984) è un ex calciatore polacco, di ruolo centrocampista.

## Carriera

### Club

#### Korona Kielce
Il 27 ottobre 2007 riesce a segnare il gol del momentaneo 2-0 contro il Górnik Zabrze prima di essere espulso per somma d'ammonizioni (la partita è poi terminata 3-2).
Segna l'ultimo gol con il Korona Kielce il 19 aprile 2008 nella vittoria casalinga per 2-0 contro lo Zagłębie Sosnowiec.
L'ultima partita con il Korona risale al 6 dicembre 2009 nel pareggio per 1-1 contro il Polonia Varsavia dove è stato sostituito al 46' minuto da Jacek Markiewicz.

#### Piast Gliwice
Debutta con il Piast Gliwice il 28 febbraio 2010 nel pareggio fuori casa per 1-1 contro lo Zagłębie Lubin.